# پت کران (بازیکن فوتبال، زاده ۱۹۱۷)
پت کران (انگلیسی: Pat Curran؛ ۱۳ نوامبر ۱۹۱۷ – ۲۰۰۳ (۸۵−۸۶ سال)) بازیکن فوتبال اهل بریتانیا بود.
از باشگاه‌هایی که در آن بازی کرده‌است می‌توان به باشگاه فوتبال واتفورد، باشگاه فوتبال ایپسویچ تاون، باشگاه فوتبال ساندرلند، و باشگاه فوتبال برادفورد سیتی اشاره کرد.